# Saint-Germain-la-Blanche-Herbe
Saint-Germain-la-Blanche-Herbe är en kommun i departementet Calvados i regionen Normandie i norra Frankrike. Kommunen ligger i kantonen Caen 2e Canton som ligger i arrondissementet Caen. År 2022 hade Saint-Germain-la-Blanche-Herbe 2 493 invånare.

## Befolkningsutveckling
Antalet invånare i kommunen Saint-Germain-la-Blanche-Herbe
Referens:INSEE